# Clare Higgins
Clare Higgins est une actrice britannique née en 1955. Elle est notamment connue pour le rôle de Julia Cotton dans le film Hellraiser : le pacte (1987) et sa suite Hellraiser 2 (1988) (adaptation de la nouvelle de Clive Barker), et plus récemment pour celui de Ma Costa dans À la croisée des mondes : La Boussole d'or (2007).

## Biographie
Née à Bradford, la seconde d'une famille de cinq, d'ascendance catholique irlandaise et formée à la London Academy of Music and Dramatic Art, Clare Higgins s'est beaucoup illustrée au théâtre et a connu un rapide succès au Royal Exchange Theatre à Manchester dans les rôles principaux de nombreuses pièces du répertoire (Shakespeare, Tennessee Williams, Edward Albee, parmi lesquelles Un tramway nommé Désir, où elle incarnait Stella. Elle est ensuite partie pour Londres et est entrée dans la troupe du Royal National Theatre.
Ses prestations lui ont valu trois fois un Laurence Olivier Award, en 1995 pour Doux Oiseau de jeunesse de Tennessee Williams, en 2003 pour Vincent in Brixton de Nicholas Wright et en 2004 pour Hecuba d'Euripide.
Elle a interprété Maxine dans la Nuit de l'iguane de Tennessee Williams en 2005.
Clare Higgins est également apparue à la télévision britannique dans de nombreuses séries télévisées.
Au cinéma, son rôle le plus célèbre reste celui de la cruelle Julia Cotton dans Hellraiser : le pacte et sa suite Hellraiser 2, d'après le livre de Clive Barker. 
On l'a revue également dans Rochester, le dernier des libertins, avec Johnny Depp, mais aussi dans Le Rêve de Cassandre de Woody Allen, où elle interprétait la mère de Colin Farrell. En 2007, elle était à l'affiche de À la croisée des mondes : La Boussole d'or, avec Nicole Kidman, où elle jouait le rôle de Ma Costa.

## Théâtre
- 2011 : Les Liaisons dangereuses : Madame de Volanges, mise en scène Gérald Garutti, Royal Shakespeare Company

## Filmographie

### Cinéma
- 1985 : 1919 : Sophie
- 1987 : Hellraiser : le pacte : Julia Cotton
- 1988 : The Fruit Machine (en) : Eve (présenté au Festival de Cannes 1988)
- 1988 : Hellraiser 2 : Julia Cotton
- 1993 : Bad Behaviour (en)[réf. nécessaire] : Jessica Kennedy
- 1994 : Thin Ice : Fiona
- 1995 : Small Faces : Lorna MacLean
- 1998 : B. Monkey : Miss Cherry
- 2000 : Chez les Heureux du monde : Mrs. Bry
- 2004 : Stage Beauty : Mistress Revels
- 2004 : Rochester, le dernier des libertins : Molly Luscombe
- 2005 : Bigger Than the Sky (en) : Edwina Walters
- 2005 : Mrs. Palfrey at the Claremont (en) : Mrs Meyer
- 2007 : The Stronger (Strindberg Den Starkare, 10 min)
- 2007 : Le Rêve de Cassandre : La mère
- 2007 : À la croisée des mondes : La Boussole d'or : Ma Costa
- 2008 : Spring 1941 : Clara Planck
- 2012 : A Fantastic Fear of Everything : Clair De Grunwald
- 2013 : Mariage à l'anglaise : Elaine
- 2018 : Ready Player One : Mrs. Gilmore
- 2018 : The Convent : La Mère supérieure

### Télévision

#### Téléfilms
- 1981 : Byron : A Personnal Tour
- 1987 : Up Line : Fizzy Targett
- 1993 : Circle of Deceit : Eilish
- 1994 : Le Crépuscule des aigles : Klara
- 1995 : The Absence of War (en) (d'après la pièce de David Hare)
- 2000 : The Secret : Maggie Hewitt
- 2008 : The Curse of Steptoe (en) : Joan Littlewood
- 2010 : Toast : Mavis

#### Séries télévisées
- 1980 : Orgueil et Préjugés (mini-série en 5 épisodes) : Kitty Bennet
- 1981 : Plays for Pleasure (1 épisode) : Ann
- 1983 : La Citadelle (9 épisodes) : Christine Manson/Christine Barlow
- 1984 : Mitch (6 épisodes) : Jo
- 1985 : Cover Her Face (en) (mini-série) : Catherine Bower
- 1986 : Hideaway (6 épisodes) : Ann Wright
- 1989 : After the War (mini-série télévisée) : Rachel Lucas/Rachel Jordan
- 1992 : Boon (1 épisode) : Christine Pryall
- 1993 : Bad Behaviour (en)[réf. nécessaire] : Jessica Kennedy
- 1993 : The Inspector Alleyn Mysteries (en) (1 épisode) : Marjorie Wilde
- 1994 : Screen Two (1 épisode) : Fiona
- 1996 : Kavanagh (1 épisode) : Susannah Dixon (Conseillère de la Reine)
- 1996 : Affaires non classées (8 épisodes) : le commissaire Harriet Farmer
- 1996 : Heartbeat (1 épisode): Maureen Bristow
- 2000 : The Bill (1 épisode) : Judy Ryan
- 2005 : Inspecteur Barnaby(saison 8, épisode 8)) : Laura Crawford
- 2005 : Division Enquêtes Criminelles (1 épisode) : Lesley Pattison
- 2005 : Casanova : Cook
- 2005 : Ash et Scribbs (1 épisode) : DCI Helen Whittle
- 2006 : Goldplated (en) (1 épisode) : Yvonne
- 2007 : Inspecteur Barnaby (saison 10, épisode 8) : Gina Colby
- 2009 : Minder (1 épisode) : Liz Grant
- 2009 : Being Human : La Confrérie de l'étrange (2 épisodes) : Josie
- 2009 : Casualty 1909 (en) (1 épisode) : Mrs. Ramsbury
- 2009 - 2010 : National Theatre Live[3] (1er octobre 2009) (All's Well That Ends Well)[4] : La comtesse
- 2010 : National Theatre Live (Hamlet) : Gertrude
- 2011 : Casualty (1 épisode) : Brenda Tunnell
- 2012 : The Syndicate (5 épisodes) : Joyce
- 2012 : Parade's End (4 épisodes) : Lady Claudine
- 2012 : Shameless: Very Important Punk (1 épisode) : Hazel
- 2012 : Downton Abbey (2 épisodes) : Mrs.Bartlett
- 2012 : Homefront (6 épisodes) : Paula Raveley
- 2013 : Holby City (4 épisodes) : Susannah Harris
- 2013 - 2015 : Doctor Who (3 épisodes) : Ohila
- 2014 : Father Brown (1 épisode) : Dinah Fortescue
- 2014 : Flics toujours (1 épisode) : Francis Kane
- 2014 : Rogue (10 épisodes) : Vivian
- 2015 : EastEnders (9 épisodes) : Hazel Warren
- 2017 : Liar : la nuit du mensonge (1 épisode) : Felicity Cassidy
- 2017 : Love, Lies and Records (2 épisodes) : Jean
- 2017- 2018 : Into the Badlands (4 épisodes) : Ankara
- 2017 - 2020 : Amandine Malabul, sorcière maladroite (52 épisodes) : Adélaïde Jollidodue/Salmonella Jollidodue
- 2018 : The Bisexual (1 épisode): Grace
- 2019 : Cleaning Up (2 épisodes): Mary
- 2019 : Les Enquêtes de Vera (1 épisode): Elaine Sidden
- 2021 : Dangerous Liaisons (8 épisodes): Madame Jericho